# Grabmale der Familie Jacob
Die drei Grabmale der Familie Jacob befinden sich auf dem Friedhof Schopp der rheinland-pfälzischen Ortsgemeinde Schopp. Die klassizistische Grabdenkmale aus der ersten Hälfte des 19. Jahrhunderts sind die ältesten des Friedhofs. Sie sind für die Heimat- und Ortsgeschichte des Ortes von besonderer Bedeutung und als Kulturdenkmale geschützt.

## Geschichte und Architektur
Das Dorf Schopp wurde nach Zerstörung und Entsiedelung im Dreißigjährigen Krieg in den 1680er Jahren durch die Familie Jacob wiederaufgebaut. Der Friedhof wurde in der ersten Hälfte des 19. Jahrhunderts angelegt, zuvor wurden die Toten des Ortes in Schmalenberg beigesetzt. Als erster Toter wurde ein Greis der Familie Jacob begraben. Die ältesten erhaltenen Grabsteine sind Werke des Klassizismus und jeweils mit einer Urne geschmückt. Sie befanden sich Anfang der 1960er Jahre noch auf den ursprünglichen Gräbern und wurden später im südöstlichen Eingangsbereich an der Friedhofsmauer zusammengetragen. Vor ihnen befindet sich heute ein Feld mit Urnengräbern.
Das Grabmal der Elisabeth Scherer, verheiratete Jacob, stammt aus dem Jahr 1828. Es ist eine rechteckige Stele, verziert mit Urne und Akanthus und an Vorder- und Rückseite mit umfangreicher Inschrift versehen. Laut dieser wurde Jacob 70 Jahre weniger Tage 14 alt. Sie war 48 Jahre verehelicht und gebahr 7 Kinder, deren 3 ihr vorangegangen und hat 35 Enkel. Ihre jüngste Tochter war die Mutter der bekannten Kochbuchautorin Emmy Braun (Luise Jacob).
Das Grabmal von Peter und Salome Jacob stammt aus dem Jahr 1834. Es ist eine runde Grabsäule mit Urne, die sich auf einem abgetreppten, quadratischen Sockel erhebt. Zwei Kartuschen sind mit Text versehen. Laut diesem erreichten beide das hohe Alter von 80 Jahren und entschlummerten sanft ohne arges körperliches Leiden. Die Beigesetzten sind Joh. Peter Jacob (1739–1819) und Maria Salome geb. Stein (1749–1834). Beide hatten ebenfalls sieben Kinder und sind die Eltern des langjährigen Landrathsmitglieds Johann Nicolaus Jacob. Jacob war der Schwager von Elisabeth Scherer.
Das Denkmal von Adam und Friedrich Jacob deßsen Sohn stammt aus dem Jahr 1836. Es ist eine rechteckige Stele, verziert mit Urne, Akanthus und drei Kartuschen mit umfangreicher Inschrift. Es entspricht dem ersten Grab der Familie, ist aber noch umfangreicher mit Ornamenten versehen. Adam Jacob (~1754–1836) war der Ehemann von Elisabeth Scherer und Bruder von Peter. Er erbaute 1788 das denkmalgeschützte Torhaus (Apotheke) in der Hauptstraße 8 und die daran anschließenden Nebengebäude. Die Inschrift würdigt Jacob als Mitglied der protestantischen Generalsynode in K.lautern im Jahre 1821. Auf dieser Synode wurde über die Details der Pfälzischen Kirchenunion von 1818 verhandelt. Sein ältester Sohn Friedrich (Conrad) Jacob (1784–1836) wird als Wittwer von Charlotte Stephany (1789–1826) und Mitglied der protestantischen Diözesansynode Pirmasens verewigt. Wie die Inschrift auch vermerkt starben Vater und Sohn am 3. Oktober und 18. Dezember des Jahres 1836.
Die beiden anderen denkmalgeschützten Grabzeichen sind bedeutend jünger und stammen aus den 1900er Jahren. Ein weiteres Grabmal für den Steinbruchbesitzer Eugen Jacob (1848–1918) steht nicht unter Schutz.

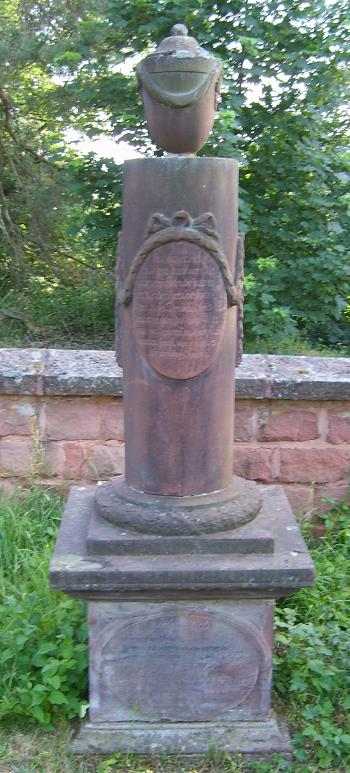
Grabmal von Peter und Salome Jacob (1834)
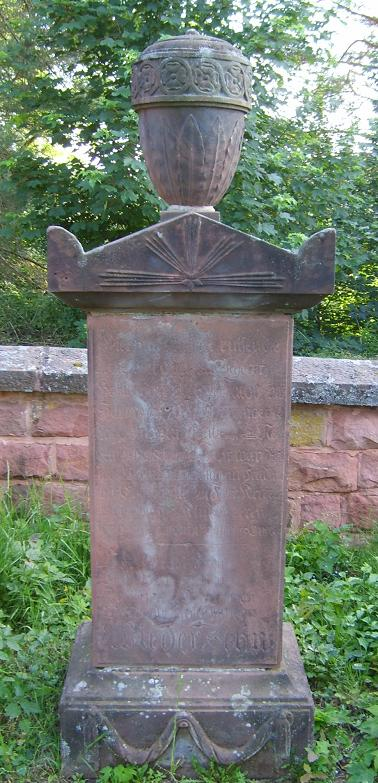
Grabmal der Elisabeth Jacob (1828)
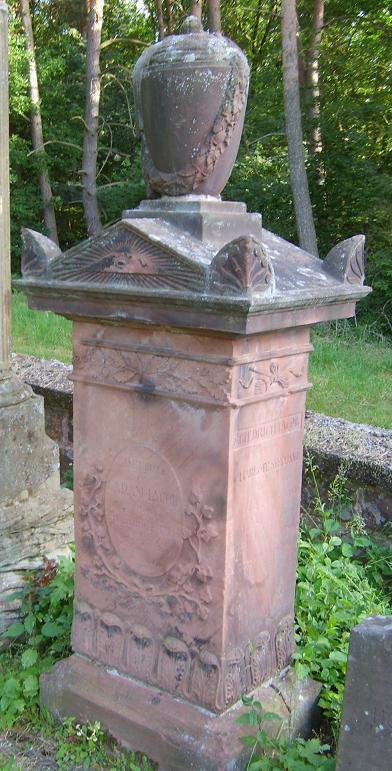
Grabmal von Adam und Friedrich Jacob (1836)